# Emilio Teglio
Emilio Teglio (Modena, 30 giugno 1873 – Brescia, 13 agosto 1940) è stato un matematico italiano, preside del Regio Liceo Classico Ariosto di Ferrara ininterrottamente dal 1922 sino al 1938, quando entrarono in vigore le leggi razziali che lo costrinsero alle dimissioni.

## Biografia

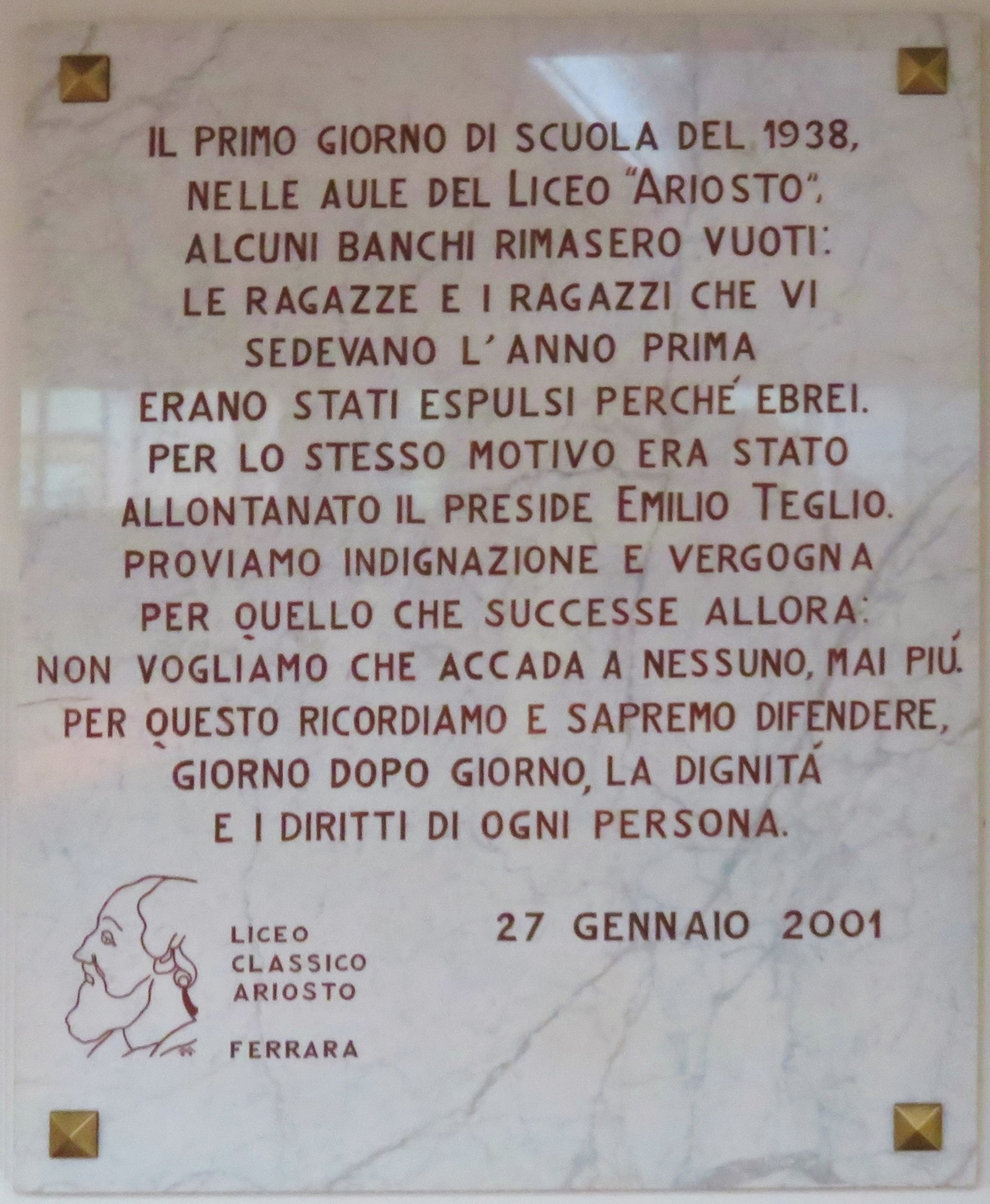
Targa posta all'interno del Liceo Ariosto di Ferrara in memoria degli ebrei espulsi per effetto delle leggi razziali. Il preside dell'istituto, Emilio Teglio, fu tra questi

Era figlio di Bonaiuto Teglio, avvocato e consigliere legale del duca di Modena. Si laureò nel 1897 in matematica a Torino e nel 1902 si laureò in fisica a Modena. Si trasferì a Monteleone Calabro e proseguì nella carriera sino al 1922 quando ottenne l'incarico di preside del Regio Liceo classico Ariosto a Ferrara, città nella quale si trasferì..

## Leggi razziali fasciste
Per effetto delle leggi razziali venne espulso dalla scuola nel 1938, ed una targa, posta nell'istituto, ricorda quel momento tragico che coinvolse anche alcuni alunni del liceo. Questi, a partire dall'anno scolastico 1938-1939, non furono più ammessi alle lezioni.
Un destino ancora peggiore subì il figlio Ugo, avvocato, antifascista, arrestato il 7 ottobre 1943 e rinchiuso nel carcere di via Piangipane, a Ferrara. Da questo ne uscì solo per essere fucilato con altri 10 antifascisti la notte tra il 14 ed il 15 novembre 1943 accanto al muretto del fossato del Castello Estense.